# フィリピンの政党
フィリピンの政党（フィリピンのせいとう）では、フィリピンの政党を挙げる。

## 政党
- ラカスCMD（英語版）
- 国民統一党（英語版）
- 民族主義者国民連合
- フィリピン連邦党
- 国民党（英語版）
- 自由党
- フィリピン大衆党（英語版）
- フィリピン民主の戦い（英語版）
- フィリピン民主党・国民の力

## 政治勢力
- モロ民族解放戦線

## 反政府勢力
- モロ・イスラム解放戦線
- アブ・サヤフ
- フィリピン共産党（新人民軍）